# دریاچه بازالتی
دریاچه بازالتی (گرجی: ბაზალეთის ტბა) دریاچه‌ای در شرق گرجستان در حدود ۶۰ کیلومتری شمال غربی پایتخت این کشور تفلیس و ۵ کیلومتری جنوب شهر دوشتی است. مساحت دریاچه ۱/۲۲ کیلومتر مربع است. بیشیته ژرفای آن ۳۰ متر است. از دریاچه برای پرورش ماهی، آبیاری و تفریح استفاده می‌شود.